# 圣克里克迪加沃
圣克里克迪加沃（法語：Saint-Cricq-du-Gave，法語發音：[sɛ̃ kʁik dy ɡav]）是法国朗德省的一个市镇，属于达克斯区。

## 地理
圣克里克迪加沃（43°32'1"N, 1°0'47"W）面积8.7 平方千米，位于法国新阿基坦大区朗德省，该省份为法国西南部沿海省份，是法國本土面积第二大的省，北起吉倫特省，西临大西洋，南至大西洋比利牛斯省，东临热尔省，东北与洛特-加龍省接壤。
与圣克里克迪加沃接壤的市镇（或旧市镇、城区）包括：拉巴蒂、索尔德拉拜、拉翁唐。

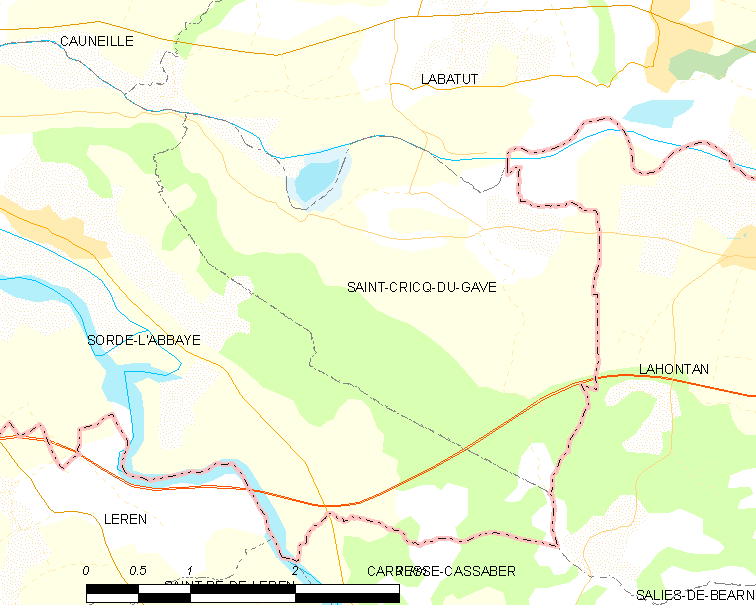
圣克里克迪加沃的OSM定位图

圣克里克迪加沃的时区为UTC+01:00、UTC+02:00（夏令时）。

## 行政
圣克里克迪加沃的邮政编码为40300，INSEE市镇编码为40254。

## 政治
圣克里克迪加沃所属的省级选区为奥尔特-阿里冈县。

## 人口

1962-2008年间圣克里克迪加沃人口变化图示

圣克里克迪加沃于2022年1月1日时的人口数量为444人。